# Simpang (Paya Bakong)
Simpang is een bestuurslaag in het regentschap Aceh Utara van de provincie Atjeh, Indonesië. Simpang telt 233 inwoners (volkstelling 2010).
Simpang ligt op ongeveer 13 kilometer landinwaarts van de noordkust van het eiland Sumatra.